# Loit (Allemagne)
Pour les articles homonymes, voir Loit.
Loit (en danois: Løjt) est une municipalité allemande située dans le land du Schleswig-Holstein et dans l'arrondissement de Schleswig-Flensbourg.